# Nuestra Señora de los Remedios (San Cristóbal de La Laguna)
Nuestra Señora la Virgen de los Remedios es una advocación que representa a la Santísima Virgen María que se venera en la Catedral de San Cristóbal de La Laguna o Catedral de Nuestra Señora de los Remedios en Tenerife (Islas Canarias, España). 
La Virgen de los Remedios es la Patrona de la Diócesis de San Cristóbal de La Laguna, siendo también patrona de la propia sede episcopal, la Catedral de La Laguna. Además, es también patrona de la ciudad de San Cristóbal de La Laguna y de la isla de Tenerife. La imagen fue coronada canónicamente en 1997, en el marco del 500 aniversario de la fundación de la ciudad de La Laguna.

## Historia
Existe cierta controversia en torno al origen de la talla. Se cree que, probablemente, la imagen de la Virgen de los Remedios (de autor anónimo) es una de las muchas que abandonaron los altares durante el siglo XVI, debido, bien a la reforma protestante en Alemania (promovida por Martín Lutero), bien (y con más probabilidad) como consecuencia de la reforma auspiciada por Enrique VIII en Inglaterra de la que nacería la Iglesia Anglicana, que acabaría asumiendo la iconoclastia propugnada por el Calvinismo. Por esta razón, para algunos investigadores su origen se sitúa en el norte de Europa, teoría apoyada por el historiador lagunero Julio Torres, quién apoya la hipótesis en las características sajonas del rostro de la Virgen. Sin embargo, otros sitúan su origen en la ciudad hispalense de Sevilla, mientras que algunos otros investigadores señalan un origen netamente tinerfeño de la imagen, e incluso se la ha catalogado como la primera obra de arte sacro realizada en Tenerife.
La imagen de la Virgen de los Remedios está datada en el año 1500. Inicialmente la imagen era una representación de la Virgen María en la Expectación del parto, por lo cual el Niño Jesús que actualmente porta fue añadido con posterioridad en el siglo XVIII. La imagen asume la advocación de "Santa María de Los Remedios" el 21 de abril de 1515, tras la creación de su primitiva ermita en parroquia. Dicha advocación mariana fue divulgada en la Edad Media por la Orden de la Santísima Trinidad, congregación fundada por San Juan de Mata y San Félix de Valois, y aprobada por el Papa Inocencio III. 
Originalmente la imagen se veneraba en la citada primitiva Ermita de la Expectación que fue mandada a construir por el Adelantado Alonso Fernández de Lugo, más tarde fue ascendida a parroquia y de ahí a catedral de la nueva diócesis en 1819. Esta imagen de Los Remedios fue muy utilizada para rogativas, atribuyéndosele varios milagros, siendo el más conocido la visión del Siervo de Dios Fray Juan de Jesús, que vio, desde su Convento de San Diego del Monte, extramuros de la ciudad, a la Virgen en lo alto de las torres de su iglesia bendiciendo a la urbe.
Prueba de la gran devoción que históricamente existió por esta advocación lo ofrecen las veras efigies que se difundieron por todo el archipiélago. Entre las más destacadas fuera de la isla de Tenerife están las que la que se encuentran en el camarín de la Basílica de Nuestra Señora del Pino en Teror (Gran Canaria), la de la Parroquia Matriz de la Asunción en San Sebastián de La Gomera y la de la Iglesia de Nuestra Señora de los Remedios en Yaiza (Lanzarote). Esta última fue la primera representación de la Virgen de los Remedios venerada en Yaiza, actualmente se le da la advocación de Virgen del Rosario tras adquirir el templo la actual imagen de candelero de la Virgen de los Remedios. En la iglesia de Yaiza también hay un retrato del Cristo de La Laguna.
Está datado que en 1612 el Papa Paulo V concedió varias gracias e indulgencias a los cofrades de la Cofradía de Nuestra Señora de los Remedios, la cual es descrita como "una hermandad pía y devota de fieles cristianos, hombres y mujeres, canónicamente juntos para la Gloria de Dios y salud de las ánimas, debajo de la invocación de Nuestra Señora de los Remedios".

### Patronazgo

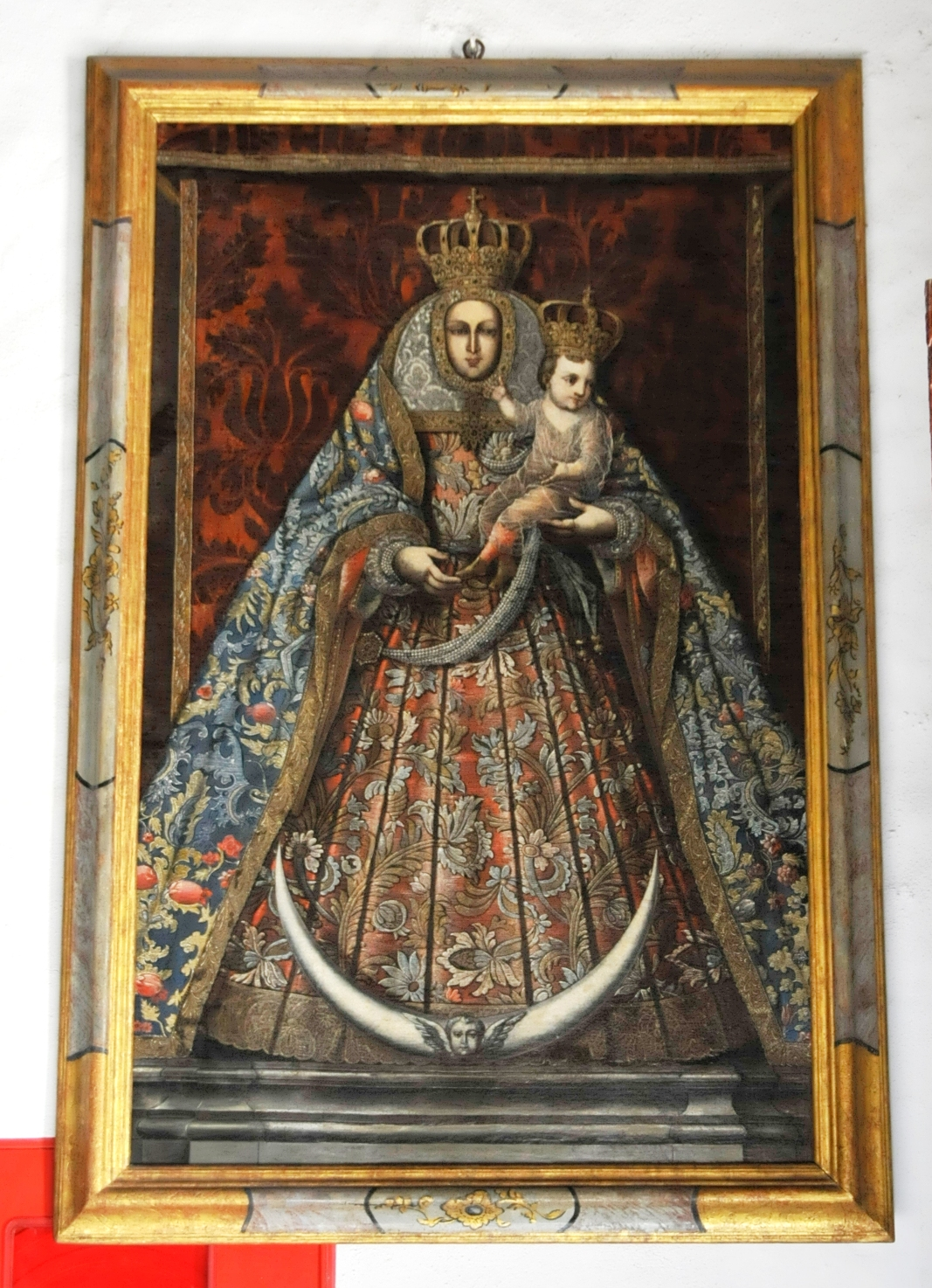
Vera efigie de Nuestra Señora de los Remedios en la parroquia matriz de la Asunción de San Sebastián de La Gomera

La Virgen de los Remedios tuvo una gran devoción durante los siglos XVII y XVIII, llegando de hecho a ser la tercera devoción de la isla después de la Virgen de Candelaria y el Cristo de La Laguna, lo que le valió el título de patrona de Tenerife y de su obispado, actualmente casi desconocido y popularmente atribuido a la Virgen de Candelaria, quién es la Patrona General de las Islas Canarias. A pesar de esto, la Virgen de Candelaria sigue siendo la principal devoción de la isla y del archipiélago, además de ser la patrona del Cabildo Insular de Tenerife.
Fue tras la creación de la Diócesis de San Cristóbal de La Laguna en 1819 por el Papa Pío VII, cuando el mismo Papa establece el patronazgo de la Virgen de los Remedios sobre el recién creado Obispado Nivariense (que engloba a la provincia de Santa Cruz de Tenerife). Este Papa, al erigir la diócesis determina en dicha Bula aspectos fundamentales de la organización de la misma; que la sede catedral sea la Parroquia de Nuestra Señora de los Remedios de San Cristóbal de La Laguna, que la diócesis esté formada por las cuatro islas occidentales de Canarias (El Hierro, La Palma, La Gomera y Tenerife), que el nombre oficial de la diócesis sea el mismo que el de la ciudad en donde está su sede, que los documentos concernientes a la Diócesis Nivariense depositados en la secretaria de la curia de Las Palmas de Gran Canaria deban ser trasladados al nuevo obispado, que la nueva diócesis y su catedral sean sufragáneas de la Archidiócesis de Sevilla, y que el patronazgo de la nueva diócesis queda establecido de la siguiente manera: La Virgen de los Remedios como patrona principal de la catedral y del obispado, y San Fernando Rey y Santa Isabel de Portugal como compatronos de los mismos.
Este patronazgo diocesano fue solicitado a la Santa Sede (con previa aprobación y apoyo del Rey Fernando VII de España) en un documento llamado Instrucción de la Cámara de Castilla en el año 1818, haciéndose efectivo al año siguiente cuando se crea la Diócesis de San Cristóbal de La Laguna el 1 de febrero de 1819:

«La Patrona de la nueva Iglesia catedral y de todo su obispado será María Santísima en el Misterio de su Natividad, como desde tiempos remotos lo ha sido de aquella Parroquia, venerada en su antigua y devota imagen con la advocación de Nuestra Señora de los Remedios; añadiendo ahora por copatronos a los gloriosos reyes San Fernando y Santa Isabel, así para que la devoción de S.M. recomiende a su patrocinio el nuevo obispado, como porque quede más señalada la memorable época de su erección.»
Instrucción de la Cámara de Castilla, folio 267.

El 21 de diciembre de 1819 tuvo lugar la solemne consagración de la Parroquia de los Remedios como catedral de la Diócesis a cargo del obispo Don Vicente Román y Linares. Durante la ceremonia, se cantó misa pontifical, se entonó un Te Deum y posteriormente tuvo lugar una magna procesión por las calles de la ciudad de las imágenes patronales diocesanas de la Virgen de los Remedios, San Fernando, Santa Isabel y el patrono de la ciudad, San Cristóbal de Licia. A dichos actos acudieron una muy nutrida corporación de autoridades políticas de la época, una representación de las tres comunidades de frailes que habían fundado sus órdenes en la isla, la Hermandad del Santísimo y una gran cantidad de público.

### Gran Procesión extraordinaria de 2025
Con motivo del Jubileo Diocesano de las Hermandades y Cofradías enmarcado en el año santo jubilar universal de 2025, tuvo lugar el 18 de mayo de ese año en la ciudad de San Cristóbal de La Laguna, capital episcopal Nivariense, una gran e histórica Procesión Extraordinaria de nueve imágenes religiosas de gran devoción en toda la diócesis.
Entre ellas, la Virgen de los Remedios (patrona de la ciudad, de la isla y de la diócesis); San Cristóbal (patrono de la ciudad y titular de la diócesis); Santo Hermano Pedro de Betancur (primer santo de origen canario); San José de Anchieta (segundo santo canario, nacido en La Laguna); San Miguel Arcángel (compatrono de la ciudad y patrón de Tenerife); San Juan Bautista (compatrono de la ciudad); San Benito Abad (patrono de los campos de Tenerife); Inmaculada Concepción (alcaldesa honoraria de la ciudad); y el Santísimo Cristo de La Laguna (imagen de Jesucristo más venerada en Canarias).
Se trata de un hecho histórico, pues fue la primera vez que estas imágenes procesionaban juntas por las calles de la ciudad. A este evento concurrieron hermandades y cofradías provenientes de toda la diócesis.

## Descripción
La talla es de cuerpo entero si bien hecho igualmente para vestir, porta al Niño Jesús en el brazo izquierdo, el cual parece revolotear en los brazos de su madre. La Virgen es de rostro lleno y tiene los ojos almendrados, y dirige su mirada levemente hacia la izquierda, en dirección contraria a donde está el Niño. La imagen mariana tiene letras en su cuerpo a las que todavía ningún experto ha logrado dar explicación o saber qué dicen.
La talla de la Virgen y el Niño se encuentran permanentemente coronadas, el hábito de la Virgen se compone de manto, rostrillo, túnica y saya, el Niño viste también una túnica y en fechas especiales se le añaden unos zapatitos de plata y oro, además de lucir un rosario en las manos. La Virgen se encuentra vestida conforme al gusto barroco, porta así mismo, anillos en sus manos y ricas joyas que cuelgan de su manto y rostrillo.
En el libro Patrimonio e historia de la antigua Catedral de La Laguna se relata que la talla en sus orígenes, probablemente no fuera como se conoce hoy. "En 1548, fue descrita como de bulto, y que estaba vestida de ropas", lo que supone, según señala Carlos Rodríguez Morales, autor del texto, "la posibilidad de que fuera en origen distinto, quizás de talla completa". Además, remarca la hipótesis de otro autor, Amador Marrero, de que "el actual candelero se realizase en torno a 1700". El autor recalca que "de la escultura del siglo XVI subsiste únicamente la cabeza mariana, que también ha sufrido intervenciones, al menos, en su policromía".

## Fiestas

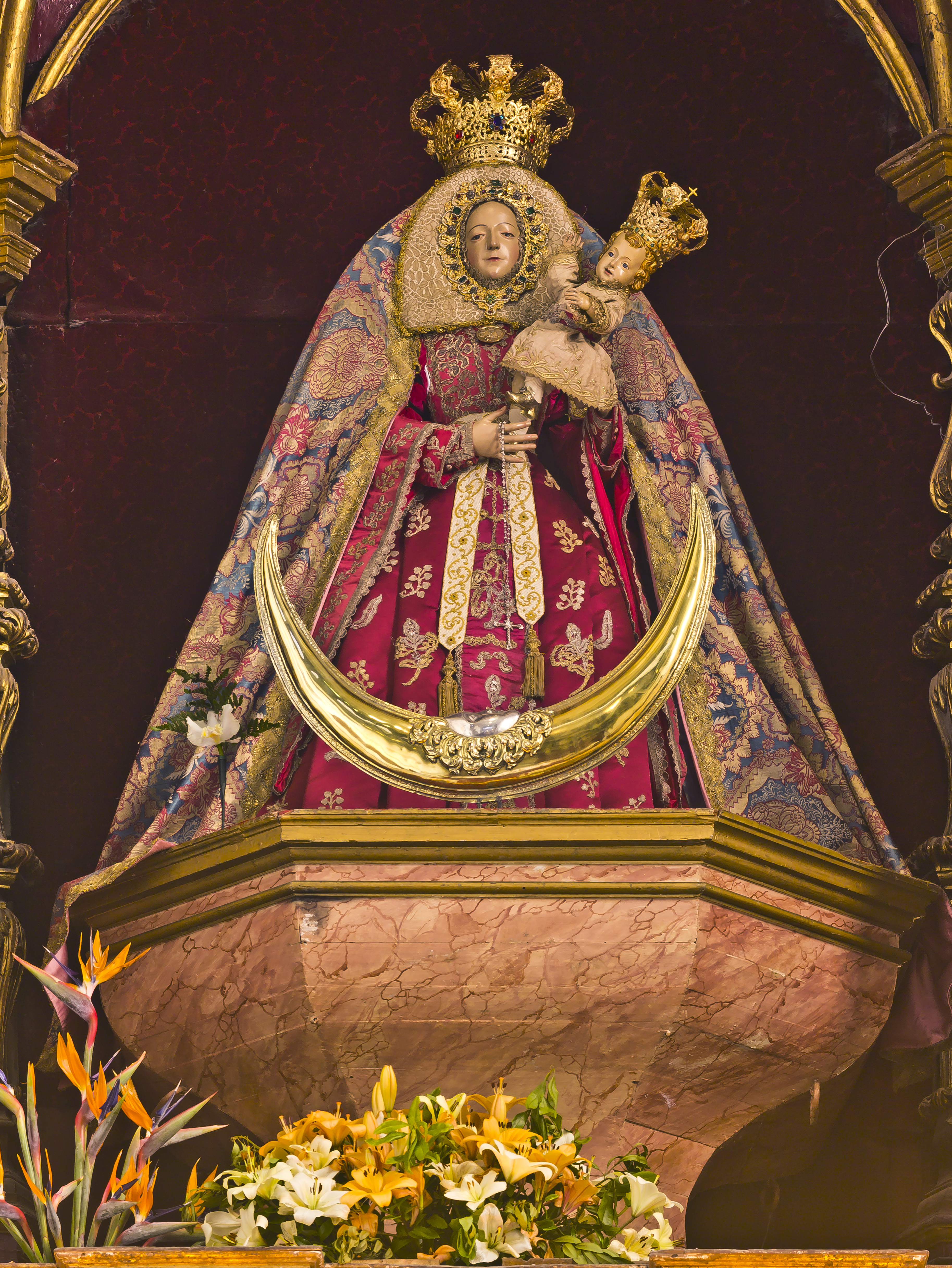
La imagen de la Virgen en su altar de la Catedral de La Laguna. En esta fotografía, la Virgen aparece sin su trono baldaquino de plata.

Originalmente desde el siglo XVI hubo dos fiestas anuales dedicadas a la Virgen de los Remedios, la principal del 8 de septiembre en la que se recuerda la Natividad de la Virgen María, y el 18 de diciembre día en que se conmemora su antigua advocación, la Virgen María en la Expectación del parto.
Durante las fiestas de septiembre, la Cofradía de la Consolación de Nuestra Señora y de su Limpia y Eterna Virginidad otorgaba a doncellas huérfanas o pobres una dote para su casamiento, tras lo cual acompañaban a la Virgen en la procesión. Esta costumbre fue tomada de otra análoga que se realizaba en la Catedral de Sevilla.
Posteriormente, en 1699, las fiestas de la Virgen de los Remedios dieron origen a una tradición popular exclusiva de la isla de Tenerife, la de los llamados Barcos romeros. Se trata de carrozas engalanadas con formas de navíos y tiradas por yuntas de bueyes que actualmente desfilan en diversas romerías de la isla.
Hasta finales de los años 1960 la imagen procesionaba anualmente por las calles de la ciudad cada 8 de septiembre, pero posteriormente se suprimió esta procesión, procesionando en procesión claustral por las naves del interior de la Santa Iglesia Catedral y saliendo al exterior sólo de forma extraordinaria, siendo las últimas veces el 7 de septiembre de 1997 con motivo de su Coronación canónica, y posteriormente el 1 de julio de 2002 en su traslado a la Iglesia Matriz de la Concepción debido al cierre de la catedral por obras de restauración. Debido a los continuos retrasos de reapertura de la catedral, la imagen permaneció en La Concepción por más de una década. El 31 de enero de 2014, la catedral fue reabierta al público, pudiendo regresar ese mismo día la imagen de Los Remedios a su sede catedralicia en una procesión multitudinaria.
En 2011 con motivo del XIV Aniversario de la Coronación Canónica de la Virgen de los Remedios fue recuperada la procesión exterior de la Virgen, aunque celebrándose inicialmente la noche del 7 de septiembre por los alrededores de la Iglesia de la Concepción, y posteriormente desde 2014 por las calles circundantes a la catedral tras su reapertura. Al día siguiente se celebraba la tradicional procesión claustral tras la Solemne Eucaristía presidida por el Obispo de Tenerife. Con motivo del XXV Aniversario de su Coronación Canónica en 2022, se trasladó la procesión exterior de la imagen del 7 al 8 de septiembre, el día de su festividad propiamente dicha. Durante estos días se celebra un solemne triudo en honor a la Virgen.

## Ajuar
Esta imagen es una de las que más patrimonio atesoró de todo el archipiélago, llegando a poseer unas 12.000 perlas. Muchas de estas joyas eran resultado de donaciones de devotos.
Dentro del rico ajuar que posee la imagen, destaca un traje blanco bordado en oro en 1886 y el manto salmón de tisú de oro, que data del siglo XVIII. El Niño luce un traje blanco bordado en oro con pedrería confeccionado a mediados del siglo XX por las Hermanas Concepcionistas de Garachico. 
La imagen se encuentra en su retablo en un espectacular trono de baldaquino de plata, con un sol de ráfagas del mismo material enmarcándola y una media luna dorada a sus pies. La talla procesiona en sus andas de baldaquino de plata repujada del siglo XVIII. El Retablo de la Virgen de los Remedios se encuentra en una capilla en el crucero de la catedral y es el retablo más grande de Canarias. Es un gran retablo barroco de la primera mitad del siglo XVIII, posee un espléndido conjunto de siete tablas atribuidas a Hendrick van Balen, maestro de Van Dick.
La Virgen luce una corona de plata bañada en oro, con piedras preciosas tales como dos rubíes y un zafiro rodeado de rubíes y esmeraldas. Al igual que la de la Virgen, la corona del Niño también es de plata bañada en oro, con piedras preciosas, en este caso, todas esmeraldas de diversas formas y tamaños. Ambas coronas son anteriores a 1715.